# Phrynosoma cornutum
La lagartija cornuda texana, también conocida como lagarto cornudo, camaleón o camaleón texano (Phrynosoma cornutum) pertenece a la familia Phrynosomatidae.

## Características

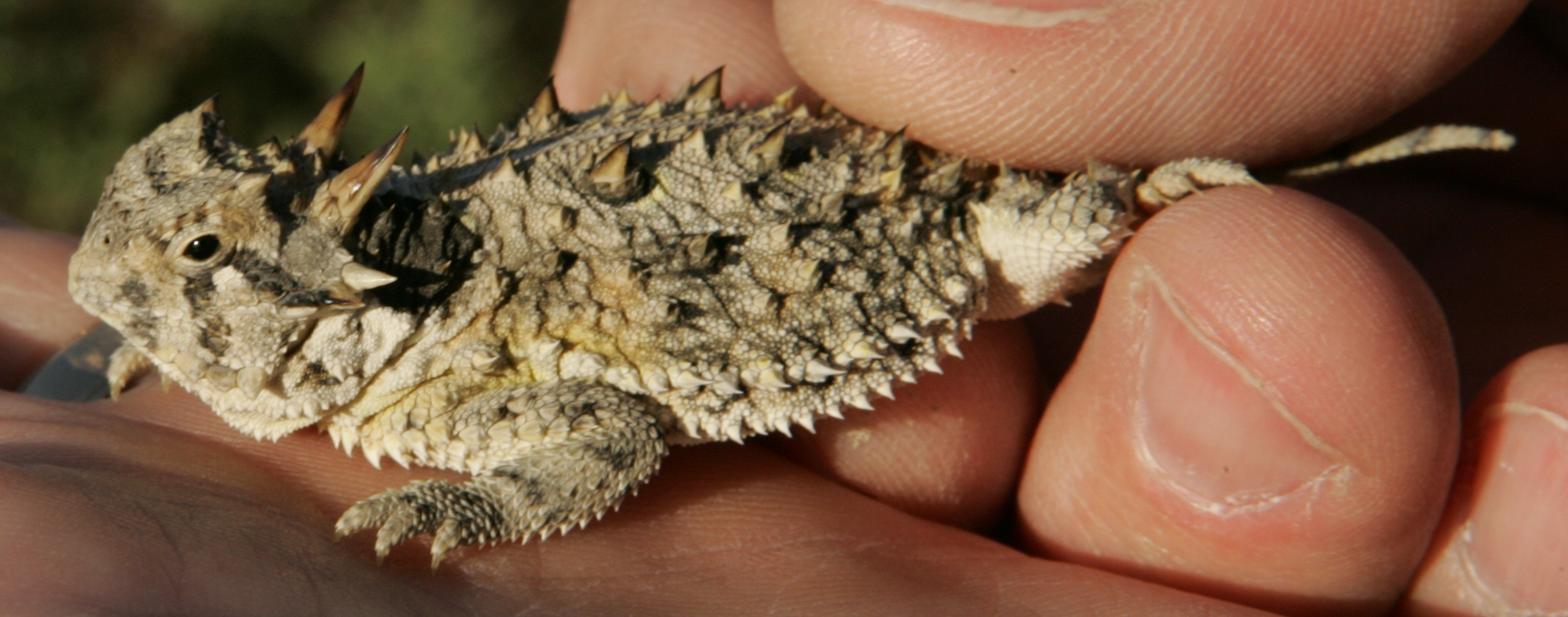
Un pequeño lagarto cornudo de Texas ("rana de cuernos'), sujetado en la palma de la mano.

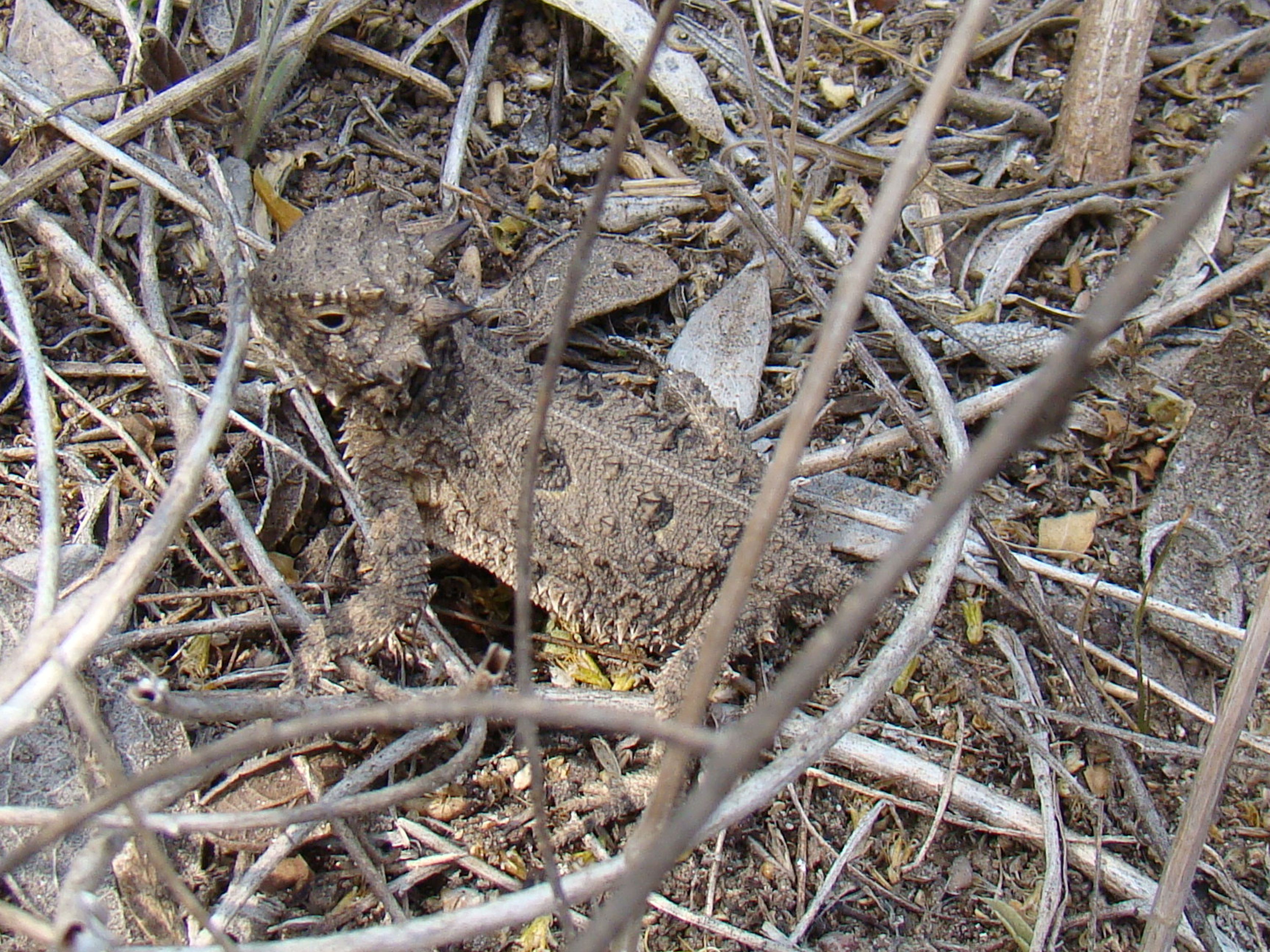
Lagarto cornudo de Texas en Beeville.

Posee cuerpo aplanado con corona de escamas en forma de espinas en la cabeza (las dos centrales son las más largas) y doble hilera de espinas a cada lado del abdomen. Generalmente es color amarillo, rojizo, grisáceo o naranja, con matiz café, en ocasiones es gris. Presenta manchas dorsales oscuras y conspicuas. Asimismo, un par de espinas occipitales en la cabeza bien desarrolladas y agudas, tres pares de temporales situadas en o por encima del nivel del ojo, y una interoccipital solitaria y pequeña. El macho adulto contiene 294 huesos sin incluir sus espinas que usa como mecanismo de defensa; come grillos. Se conoce como "llora sangre" porque su método de defensa más sorprendente es lanzar sangre por las comisuras de los ojos, hasta un metro de distancia. Mide de 69  mm a 114 mm de longitud hocico cloaca.

## Distribución geográfica
Habita en México y en Estados Unidos, del centro de Kansas hacia el suroeste a través de Texas, al noroeste de Luisiana y de la frontera entre Misuri y Oklahoma hacia el oeste y sureste de Arizona, continuando hacia el sur en México a través de la Sierra Madre Occidental, al este de Durango, y al este atravesando Zacatecas y San Luis Potosí hasta la frontera entre Tamaulipas y Veracruz, Baja California Norte y Sur. Habita áreas desérticas abiertas o secas; de sustrato suelto arenoso, rocoso o arcilloso; donde dominan pastizales, mezquites o cactáceas y cobertura vegetal esparcida. Prefiere clima semiárido, árido y muy árido; también cálido, semicálido y templado. Altitudinalmente se le encuentra entre 0-2,100 m s. n. m. Su población es estable.
La UICN2019-1 considera a la especie como de preocupación menor. Sus poblaciones se enfrentan a la destrucción y fragmentación de su hábitat por actividades agropecuarias, desarrollo urbano, incendios, deforestación y otras; también al uso de pesticidas para combatir hormigas. La especie lleva tiempo siendo objeto de tráfico en calidad de mascota: como se alimenta casi exclusivamente de hormigas grandes y es habitual que su dueño lo ignore o no las tenga a su alcance, muchos ejemplares mueren de inanición a los pocos meses.